# Siping

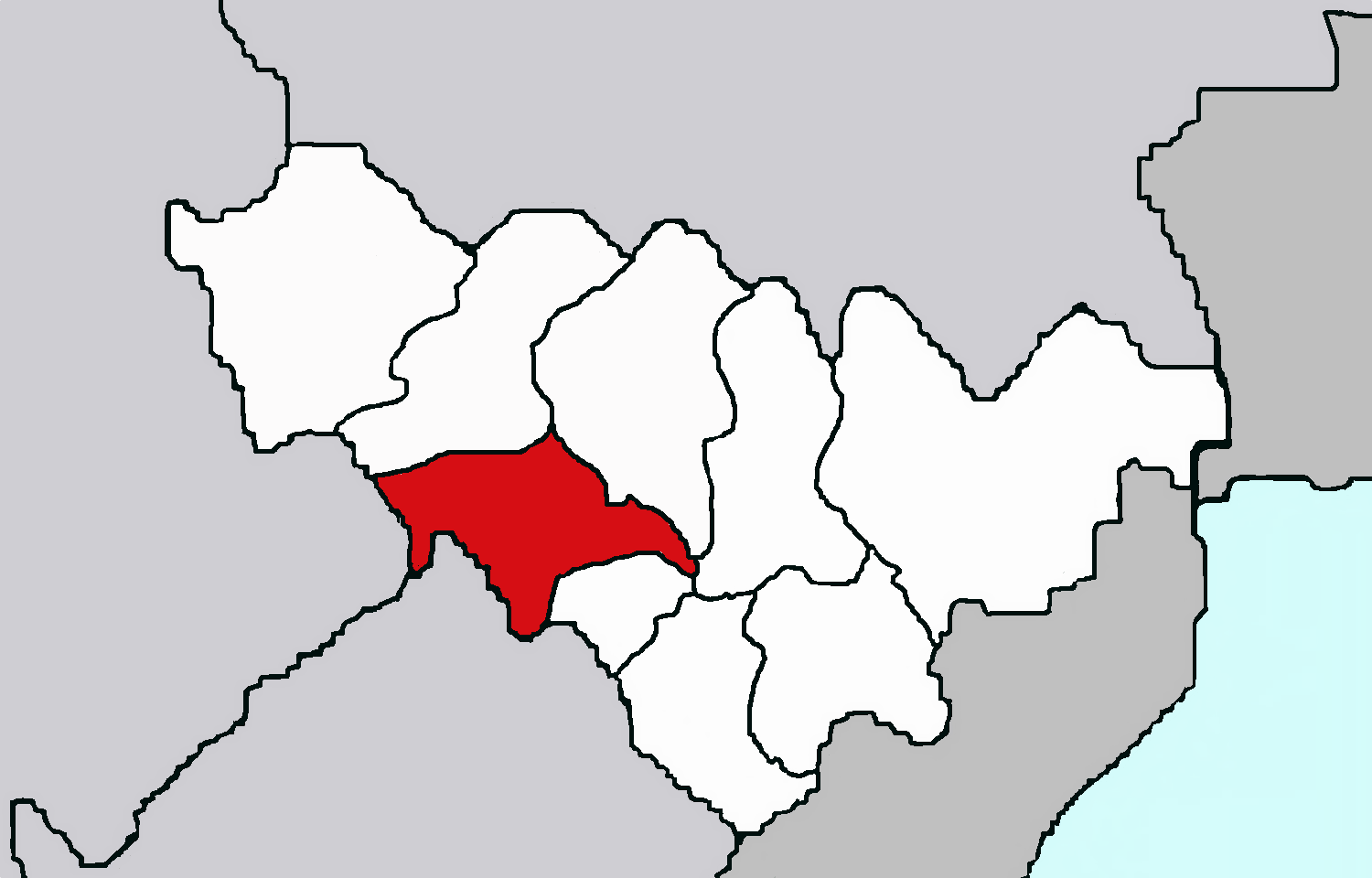
Lage Sipings in Jilin

Siping (chinesisch 四平市, Pinyin Sìpíng Shì) ist eine bezirksfreie Stadt im westlichen Teil der nordostchinesischen Provinz Jilin. Siping ist der Sitz eines Apostolischen Vikariats der römisch-katholischen Kirche.

## Geographie, administrative Gliederung
Die Stadt Siping hat insgesamt etwa 3,3 Mio. Einwohner, davon ca. 582.000 in der Innenstadt, den Stadtbezirken Tiexi und Tiedong (2005). Die Gesamtfläche beträgt 14.356 km², das Gebiet der beiden Stadtbezirke umfasst 741 km². Die jährliche Regenmenge beträgt 600 mm, die Durchschnittstemperatur 4,6 °C. Die mittlere Temperatur im Januar beträgt −16,5 °C, die im Juli 23 °C.
Die bezirksfreie Stadt wird auf Kreisebene aus zwei Stadtbezirken, zwei kreisfreien Städten, einem Kreis und einem Autonomen Kreis gebildet:
- der Stadtbezirk Tiexi (铁西区/鐵西區): 169 km², ca. 270.000 Einwohner (2005);
- der Stadtbezirk Tiedong (铁东区/鐵東區): 572 km², ca. 312.000 Einwohner (2005);
- die Stadt Shuangliao (双辽市/雙遼市): 3.121 km², ca. 400.000 Einwohner (2002);
- die Stadt Gongzhuling (公主岭市/公主嶺市): 4.060 km², ca. 1.040.000 Einwohner (2002);
- der Kreis Lishu (梨树县/梨樹縣): Hauptort: Großgemeinde Lishu (梨树镇), 4.209 km², ca. 735.000 Einwohner (2020);
- der Autonome Kreis Yitong der Mandschu (伊通满族自治县/伊通滿族自治縣): Hauptort: Großgemeinde Yitong (伊通镇), 2.523 km², ca. 460.000 Einwohner (2002).

## Ethnische Gliederung der Bevölkerung von Siping (2000)
Siping hat eine Fläche von 14.356 km². Beim Zensus 2000 wurden 3.292.326 Einwohner gezählt (Bevölkerungsdichte 229,33 Einw./km²).
| Name des Volkes | Einwohner | Anteil  |
| --------------- | --------- | ------- |
| Han             | 3.016.735 | 91,63 % |
| Mandschu        | 239.327   | 7,27 %  |
| Mongolen        | 13.160    | 0,4 %   |
| Hui             | 12.249    | 0,37 %  |
| Koreaner        | 8.275     | 0,25 %  |
| Sonstige        | 2.580     | 0,08 %  |

## Eisenbahnunfall von 1933
Am 17. März 1933 ereignete sich in der Nähe von Siping (damals: Ssupingkai) ein schwerer Eisenbahnunfall: Ein Personenzug hatte aufgrund einer Gleisverwerfung anhalten müssen. Auf ihn fuhr ein Güterzug auf. 50 Menschen starben, 70 wurden darüber hinaus verletzt.

## Töchter und Söhne der Stadt
- Martha Miyake (1933–2025), japanische Jazzsängerin
- Li Hongbo 李洪波 (* 1974) Künstler
- Zhang Yangyang 张杨杨 (* 1989) Ruderin
- Zhang Chunyu (* 1998), Biathlet
- Chen Jiapeng (* 2002), Sprinter